# Tōru Yoshida
Tōru Yoshida (jap. 吉田 暢, Yoshida Tōru; * 17. Mai 1965 in der Präfektur Iwate) ist ein ehemaliger japanischer Fußballspieler.

## Karriere
Yoshida erlernte das Fußballspielen in der Schulmannschaft der Morioka Commercial High School. Seinen ersten Vertrag unterschrieb er 1984 bei Furukawa Electric. Der Verein spielte in der höchsten Liga des Landes, der Japan Soccer League. Mit dem Verein wurde er 1985/86 japanischer Meister. 1986 gewann er mit dem Verein den JSL Cup. Mit Gründung der Profiliga J.League 1992 und der damit verbundenen Neuorganisation des japanischen Fußballs wurde Furukawa Electric zu JEF United Ichihara. Für den Verein absolvierte er 126 Erstligaspiele. 1995 wechselte er zum Zweitligisten Brummell Sendai. Ende 1997 beendete er seine Karriere als Fußballspieler.

## Erfolge
Furukawa Electric
- Japan Soccer League

Meister: 1985/86
- JSL Cup

Sieger: 1986
Finalist: 1990
- Kaiserpokal

Finalist: 1984